# Copa Verschae 1980
La Copa Verschae 1980 se refiere a la primera edición de la Copa Verschae realizada en Viña del Mar los días  7 y 9 de febrero, titulándose campeón del torneo el equipo local y anfitrión a la vez: Everton
Todos los partidos de jugaron en el Estadio Sausalito de Viña del Mar

## Datos de los equipos participantes
| Equipo             | Calidad                                                       |
| ------------------ | ------------------------------------------------------------- |
| Everton            | Anfitrión y decimocuarto de la Primera División de Chile 1979 |
| Santiago Wanderers | Invitado y decimosexto en la Primera División de Chile 1979   |
| Olimpia            | Invitado y campeón de la Primera División de Paraguay 1979    |
| Fénix              | Invitado y tercero de la Primera División de Uruguay 1979     |

### Modalidad
El torneo se jugó dos fechas, bajo el sistema de eliminación directa, donde tras jugarse la primera fecha denominadas semifinales, los dos equipos ganadores se enfrentan para determinar al campeón del torneo  y los otros dos equipos, perdedores en el inicio compiten en la segunda jornada para definir el tercer y cuarto lugar.

## Partidos

### Semifinales
| 7 de febrero de 1980 | Everton                                                           | 3:2 | Santiago Wanderers                       | Estadio Sausalito, Viña del Mar                           |                                                           |
|                      | Guillermo Martínez 35' · Domingo Sorace 48' · Leonardo Zamora 60' |     | Juan Carlos Letelier 16' · Arancibia 59' | Asistencia: 4.364 espectadores Árbitro(s): Néstor Mondría | Asistencia: 4.364 espectadores Árbitro(s): Néstor Mondría |

| 7 de febrero de 1980 | Olimpia                            | 3:2 | Fénix         | Estadio Sausalito, Viña del Mar                       |                                                       |
|                      | Michelagnoli 36', 43' · Delgado 4' |     | Assan 7', 29' | Asistencia: 4.364 espectadores Árbitro(s): Mario Lira | Asistencia: 4.364 espectadores Árbitro(s): Mario Lira |

### Tercer lugar
| 9 de febrero de 1980                                   | Santiago Wanderers | 0:0 | Fénix | Estadio Sausalito, Viña del Mar                         |  |
|                                                        |                    |     |       | Asistencia: 4.392 espectadores Árbitro(s): Hernán Silva |  |
| Santiago Wanderers ganó en definición a penales 4 – 2. |                    |     |       |                                                         |  |

### Final
| 9 de febrero de 1980                        | Everton                                       | 3:3 | Olimpia                                             | Estadio Sausalito, Viña del Mar                          |                                                          |
|                                             | Guillermo Martínez 48', 60' · M. González 80' |     | Alicio Solalinde 36' · Michelagnoli 43' · Jacub 69' | Asistencia: 4.392 espectadores Árbitro(s): Juan Silvagno | Asistencia: 4.392 espectadores Árbitro(s): Juan Silvagno |
| Everton ganó en definición a penales 4 – 2. |                                               |     |                                                     |                                                          |                                                          |

## Campeón
| Chile   |
| Everton |